# Sergio Germán Romero
Sergio Germán Romero (* 22. února 1987 Bernardo de Irigoyen) je argentinský profesionální fotbalový brankář, který chytá za italský klub Benátky FC. Mezi lety 2009 a 2018 odchytal také 96 utkání v argentinské reprezentaci.
Účastník MS 2010 v Jihoafrické republice a MS 2014 v Brazílii.

## Klubová kariéra
Romera hrál profesionálně v Argentině v celku Racing Club z Buenos Aires, kde odehrál jednu sezónu. V červenci 2007 si jej přivedl do nizozemského AZ Alkmaar trenér Louis van Gaal. S Alkmaarem se stal v sezoně 2008/09 vítězem Eredivisie. Po čtyřech letech přestoupil v roce 2011 do tehdy druholigového italského UC Sampdoria. Sezonu 2013/14 strávil na hostování v AS Monaco FC, kde však odchytal jen 3 ligové zápasy, byl náhradníkem Chorvata Danijela Subašiće.

## Reprezentační kariéra

### Mládežnické reprezentace
Romero získal s argentinským mládežnickým výběrem do 20 let titul na Mistrovství světa U20 2007 konaném v Kanadě. Ve finále porazila Argentina Českou republiku 2:1.
Byl členem argentinského olympijského výběru do 23 let, který na LOH 2008 v Číně získal zlato po finálové výhře 1:0 nad Nigérií.

### A-mužstvo
Od roku 2009 je členem národního týmu Argentiny. Debutoval 9. září 2009 v utkání s domácím týmem Paraguaye (prohra Argentiny 0:1).
Trenér Diego Maradona jej vzal na MS 2010 v Jihoafrické republice, kde Argentina vypadla ve čtvrtfinále s Německem po prohře 0:4.
Byl členem argentinského kádru na domácím turnaji Copa América 2011, kde byli Argentinci vyřazeni ve čtvrtfinále na penalty pozdějším vítězem Uruguayí.
Trenér Alejandro Sabella ho nominoval na Mistrovství světa 2014 v Brazílii společně s dalšími dvěma brankáři Mariano Andújarem a Agustínem Oriónem. Na turnaji byl brankářskou jedničkou, dostal důvěru trenéra, ačkoli v AS Monaco byl pouze náhradníkem. S týmem postoupil až do finále proti Německu. V semifinále proti Nizozemsku došlo za stavu 0:0 na penalty, Romero dvě zneškodnil a porazil tak tým vedený Louisem van Gaalem, trenérem, který jej v roce 2007 dovedl do Alkmaaru. Ve finále ho v prodloužení prostřelil Mario Götze, Argentina prohrála 0:1 a získala stříbrné medaile.